# Liste der Kulturdenkmale in Am Ohmberg
Die Liste der Kulturdenkmale in Am Ohmberg umfasst die als Ensembles, Einzeldenkmale und Bodendenkmale erfassten Kulturdenkmale in der thüringischen Gemeinde Am Ohmberg und ihrer Ortsteile (Stand: 11. Februar 2025).
Die Angaben in der Liste ersetzen nicht die rechtsverbindliche Auskunft der zuständigen Denkmalschutzbehörde.

## Legende
- Bild: zeigt ein Bild des Kulturdenkmals und gegebenenfalls einen Link zu weiteren Fotos des Kulturdenkmals im Medienarchiv Wikimedia Commons
- Bezeichnung: Name, Bezeichnung oder die Art des Kulturdenkmals
- Lage: Wenn vorhanden Straßenname und Hausnummer des Kulturdenkmals; Grundsortierung der Liste erfolgt nach dieser Adresse. Der Link Karte führt zu verschiedenen Kartendarstellungen und nennt die Koordinaten des Kulturdenkmals.
 Kartenansicht, um Koordinaten zu setzen – in dieser Kartenansicht sind Kulturdenkmale ohne Koordinaten mit einem roten bzw. orangen Marker dargestellt und können in der Karte gesetzt werden. Kulturdenkmale ohne Bild sind mit einem blauen bzw. roten Marker gekennzeichnet, Kulturdenkmale mit Bild mit einem grünen bzw. orangen Marker.
- Datierung: gibt das Jahr der Fertigstellung beziehungsweise das Datum der Erstnennung oder den Zeitraum der Errichtung an
- Beschreibung: bauliche und geschichtliche Einzelheiten des Kulturdenkmals, vorzugsweise die Denkmaleigenschaften
- ID: Die ID identifiziert das Kulturdenkmal eindeutig. In Thüringen sind aktuell keine IDs veröffentlicht. In der ID-Spalte kann sich auch folgendes Icon  befinden, dies führt zu Angaben zu diesem Kulturdenkmal bei Wikidata.

## Ensemble

### Hauröden
| Bild                                    | Bezeichnung           | Lage | Datierung | Beschreibung | ID |
| --------------------------------------- | --------------------- | --- | --------- | ------------ | -- |
| Direkt Bild zu diesem Denkmal hochladen | Historischer Ortskern | Am Breiten Born 1, 2, 4, 6–10, 14, 16, 18–22; Gasse 1–3; Neubleicheröder Straße 1–7, 9, 11,12 Flur 1 / Flurstück(e) 664/86, 293/86, 292/86, 86/78, 86/79, 289/86, 86/63, 86/62, 287/86, 290/86, 88/19, 86/116, 86/117, 330/86, 947/86, 946/86, 328/86, 86/50, 86/49, 86/103, 86/105, 64/5, 675/86, 88/25, 57/5, 56/2, 86/114, 86/8, 905/86, 64/4, 86/111, 64/3, 86/110, 64/2, 86/112, 86/66, 86/64, 86/65, 86/86, 86/84, 86/83, 86/85, 86/58, 86/57, 88/6, 86/60, 309/86, 310/86, 86/82, 311/86, 86/81, 86/80, 86/12, 86/45, 86/46, 86/44, 86/42, 86/32, 86/59 |           |              |    |

### Großbodungen
| Bild                                    | Bezeichnung   | Lage | Datierung | Beschreibung | ID |
| --------------------------------------- | ------------- | --- | --------- | ------------ | -- |
| Direkt Bild zu diesem Denkmal hochladen | Fleckenstraße | Fleckenstraße 32, 34–49, 51; Kemnotstraße 5 Flur 1 / Flurstück(e) 276/114, 934/276, 796/276, 795/276, 276/112, 454/276, 437/276, 436/276, 276/142, 276/98, 398/276, 397/276, 770/276, 772//276, 773/276, 709/275, 276/109, 276/110, 276/51, 276/52, 370/276, 276/103, 276/105, 276/113, 276/114, 276/143 |           |              |    |

### Neustadt
| Bild                                    | Bezeichnung           | Lage | Datierung | Beschreibung | ID |
| --------------------------------------- | --------------------- | --- | --------- | ------------ | -- |
| Direkt Bild zu diesem Denkmal hochladen | Historischer Ortskern | Haupstraße 5, 7, 7a, 9–31, 33, 35, 37, 39, 41, 43, 45, 47, 49, 51; An der Linde 1–6, 8, 10, 12, 14, 16, 18, 22, 24, 26, 28, 30, 32, 34, 36, 38, 40, 42; Baumschulenweg 1–5; Feldstraße 1, 3, 5; Friedhofstraße 1, 2, 4, 6, 8, 10, 12, 14; Hinter dem Dorf 1, 3, 5, 7, 9, 11, 13; Knickberg 1, 3, 5, 7; Pfingstrasenstraße 1, 3–8, 10 Flur 1 / Flurstück(e) 537/171, 541/173, 542/173, 543/173, 544/173, 545/173, 549/173, 550/173, 551/173, 555/173, 556/173, 557/173, 559/176, 560/176, 568/176, 569/176, 570/176, 571/176, 572/176, 578/157, 582/157, 590/159, 592/159, 593/159, 596/159, 599/159, 600/159, 601/159, 602/159, 603/159, 604/159, 720/174, 943/173, 944/173, 946/173, 999/176, 1087/162, 1141/159, 1142/159, 1235/171, 1245/157, 1330/171, 1331/173, 1338/116, 1373/159, 1374/159, 1390/157, 1392/157, 1393/157, 1394/157; Flur 1 / Flurstück(e) 157/10, 157/11, 157/12, 157/2, 157/3, 157/4, 158/2, 158/4, 158/5, 158/6, 159/10, 159/11, 159/12, 159/2, 159/3, 159/4, 159/5, 159/6, 159/7, 159/8, 159/9, 161/1, 165/10,165/11, 165/5, 165/7, 165/8, 165/9, 168/1, 171/1, 171/12, 171/13, 171/14, 171/15, 171/16, 171/17, 171/18, 171/19, 171/20, 171/21, 171/3, 171/5, 171/52, 171/55, 171/57,171/58, 171/59, 171/60, 171/61, 171/62, 171/63, 171/64, 171/65, 171/7, 171/8, 171/9, 172/5, 173/1, 173/2, 173/3, 173/6, 173/7, 175/1, 176/10, 176/11, 176/13, 176/14, 176/15, 176/16, 176/17, 176/18, 176/3, 176/4, 176/5, 176/6, 176/7, 176/9, 243/10, 243/11, 243/12, 243/13, 243/14, 243/7, 512/160, 513/162, 514/162, 515/162, 516/162, 520/163, 525/169, 527/171, 528/171 |           |              |    |

## Einzeldenkmale

### Bischofferode
| Bild | Bezeichnung                                                              | Lage | Datierung | Beschreibung | ID |
| --- | ------------------------------------------------------------------------ | --- | --------- | ------------ | -- |
| Direkt Bild zu diesem Denkmal hochladen                                                                                          | Kreuz / Bonifatiuskreuz                                                  | Bergstraße o. Nr. Flur 8 / Flurstück(e) 184                                                                                      |           |              |    |
| Direkt Bild zu diesem Denkmal hochladen                                                                                          | Bildstock / Hl. Martin                                                   | Bergstraße 3 Flur 8 / Flurstück(e) 183/5                                                                                         |           |              |    |
| weitere Bilder Fotos hochladen                                                                                                   | Kirche mit Ausstattung und Kirchhof / Kath. Pfarrkirche St. Mariä Geburt | Bischofferöder Hauptstraße o. Nr. Flur 8 / Flurstück(e) 630 (Karte)                                                              |           |              |    |
| Direkt Bild zu diesem Denkmal hochladen                                                                                          | Mariengrotte                                                             | Bischofferöder Hauptstraße o. Nr. Flur 8 / Flurstück(e) 621                                                                      |           |              |    |
| [[Vorlage:Bilderwunsch/code!/O:!/C:51.49705,10.44303!/D:Bischofferöder Hauptstraße 9 (Flur 8 / Flurstück(e) 581), Gehöft!/\|BW]] | Gehöft                                                                   | Bischofferöder Hauptstraße 9 (Flur 8 / Flurstück(e) 581) (Karte)                                                                 |           |              |    |
| Direkt Bild zu diesem Denkmal hochladen                                                                                          | Pfarrhaus                                                                | Bischofferöder Hauptstraße 12 Flur 8 / Flurstück(e) 621                                                                          |           |              |    |
| Direkt Bild zu diesem Denkmal hochladen                                                                                          | Wohnhaus mit Torbau                                                      | Bischofferöder Hauptstraße 13 Flur 8 / Flurstück(e) 17                                                                           |           |              |    |
| Direkt Bild zu diesem Denkmal hochladen                                                                                          | Wohnhaus / Mühle Redemann                                                | Bischofferöder Hauptstraße 17 Flur 8 / Flurstück(e) 12/5                                                                         |           |              |    |
| Direkt Bild zu diesem Denkmal hochladen                                                                                          | Bildstock / Hl. Barbara                                                  | Oberreihe o. Nr. Flur 8 / Flurstück(e) 191/4                                                                                     |           |              |    |
| Direkt Bild zu diesem Denkmal hochladen                                                                                          | Relief / Kreuzigungsrelief                                               | Oberreihe o. Nr.; Bischofferöder Hauptstraße neben Nr. 12; Versetzung nach Flur 6-158 11.21 geplant; Flur 7 / Flurstück(e) 146/2 |           |              |    |
| Direkt Bild zu diesem Denkmal hochladen                                                                                          | Relief                                                                   | Weißenborner Straße o. Nr. am Ortsausgang nach Weißenborn Flur 8 / Flurstück(e) 180/4                                            |           |              |    |

### Großbodungen
| Bild                                    | Bezeichnung                                                      | Lage                                                                              | Datierung | Beschreibung | ID |
| --------------------------------------- | ---------------------------------------------------------------- | --------------------------------------------------------------------------------- | --------- | ------------ | -- |
| Direkt Bild zu diesem Denkmal hochladen | Gehöft                                                           | Chaussee 49 Flur 1 / Flurstück(e) 317/276                                         |           |              |    |
| Direkt Bild zu diesem Denkmal hochladen | Wohnhaus                                                         | Fleckenstraße 40 traufständig, im ENS Fleckenstraße Flur 1 / Flurstück(e) 276/112 |           |              |    |
| weitere Bilder Fotos hochladen          | Gutsanlage / Kemnot                                              | Fleckenstraße 41 im ENS Fleckenstraße Flur 1 / Flurstück(e) 276/110 (Karte)       |           |              |    |
| weitere Bilder Fotos hochladen          | Gutsanlage / Kemnot, Haus Duval                                  | Fleckenstraße 41a im ENS Fleckenstraße Flur 1 / Flurstück(e) 276/109 (Karte)      |           |              |    |
| Direkt Bild zu diesem Denkmal hochladen | Wohnhaus                                                         | Fleckenstraße 48 im ENS Fleckenstraße Flur 1 / Flurstück(e) 276/98                |           |              |    |
| Direkt Bild zu diesem Denkmal hochladen | Rathaus mit Gefängnis                                            | Fleckenstraße 49 im ENS Fleckenstraße Flur 1 / Flurstück(e) 397/276               |           |              |    |
| BW                                      | Wohnhaus / Haus Schötensack                                      | Fleckenstraße 51 im ENS Fleckenstraße Flur 1 / Flurstück(e) 398/276 (Karte)       |           |              |    |
| Direkt Bild zu diesem Denkmal hochladen | Wohnhaus                                                         | Kirchblick 5 traufständig Flur 1 / Flurstück(e) 427/276                           |           |              |    |
| Direkt Bild zu diesem Denkmal hochladen | Wohnhaus                                                         | Kirchblick 6 traufständig Flur 1 / Flurstück(e) 443/276                           |           |              |    |
| Direkt Bild zu diesem Denkmal hochladen | Bonifatiuskreuz                                                  | Kirchstraße o. Nr. vor Kirchstraße 5a, 5b Flur 1 / Flurstück(e) 276/3             |           |              |    |
| weitere Bilder Fotos hochladen          | Kirche mit Ausstattung und Kirchhof / Ev. Pfarrkirche St. Petrus | Kirchstraße o. Nr. Flur 1 / Flurstück(e) 400/276, 276/1 (Karte)                   |           |              |    |
| Direkt Bild zu diesem Denkmal hochladen | Wohnhaus                                                         | Kirchstraße 1 giebelständig Flur 1 / Flurstück(e) 771/276                         |           |              |    |
| Direkt Bild zu diesem Denkmal hochladen | Pfarrhaus                                                        | Kirchstraße 14 giebelständig Flur 1 / Flurstück(e) 276/4                          |           |              |    |
| Direkt Bild zu diesem Denkmal hochladen | Wohnhaus                                                         | Kirchstraße 4 giebelständig Flur 1 / Flurstück(e) 276/2                           |           |              |    |
| Direkt Bild zu diesem Denkmal hochladen | Wohnhaus                                                         | Marktstraße 11 Flur 1 / Flurstück(e) 276/38                                       |           |              |    |
| Direkt Bild zu diesem Denkmal hochladen | Kornspeicher                                                     | Marktstraße 12 Flur 1 / Flurstück(e) 1160/276, 1159/276                           |           |              |    |
| weitere Bilder Fotos hochladen          | Schloss                                                          | Schloßplatz 5 Flur 1 / Flurstück(e) 276/146 (Karte)                               | 1200      |              |    |
| Direkt Bild zu diesem Denkmal hochladen | Wohnhaus                                                         | Südlicher Knick 43 Flur 1 / Flurstück(e) 276/124                                  |           |              |    |
| Direkt Bild zu diesem Denkmal hochladen | Wohnhaus                                                         | Südlicher Knick 45 Flur 1 / Flurstück(e) 406/276                                  |           |              |    |

### Hauröden
| Bild                                    | Bezeichnung                                                           | Lage                                                                               | Datierung | Beschreibung | ID |
| --------------------------------------- | --------------------------------------------------------------------- | ---------------------------------------------------------------------------------- | --------- | ------------ | -- |
| Direkt Bild zu diesem Denkmal hochladen | Wohnhaus mit Pforte und Torfahrt                                      | Am Breiten Born 14 im ENS Historischer Ortskern Flur 1 / Flurstück(e) 292/86       |           |              |    |
| Direkt Bild zu diesem Denkmal hochladen | Wohnhaus mit Torhaus                                                  | Am Breiten Born 20 im ENS Historischer Ortskern Flur 1 / Flurstück(e) 86/62, 86/63 |           |              |    |
| Direkt Bild zu diesem Denkmal hochladen | Wohnstallhaus                                                         | Am Breiten Born 8 im ENS Historischer Ortskern Flur 1 / Flurstück(e) 86/8          |           |              |    |
| Direkt Bild zu diesem Denkmal hochladen | Wohnhaus                                                              | Gasse 1 im ENS Historischer Ortskern Flur 1 / Flurstück(e) 293/86                  |           |              |    |
| Direkt Bild zu diesem Denkmal hochladen | Gehöft                                                                | Gasse 2 Flur 1 / Flurstück(e) 86/65                                                |           |              |    |
| Direkt Bild zu diesem Denkmal hochladen | Gehöft                                                                | Großbodunger Straße 2 Flur 1 / Flurstück(e) 322/86                                 |           |              |    |
| weitere Bilder Fotos hochladen          | Kirche mit Ausstattung und Kirchhof / Ev. Filialkirche St. Trinitatis | Im Dorfe 20 Flur 1 / Flurstück(e) 310/86 (Karte)                                   |           |              |    |

### Neustadt
| Bild                                    | Bezeichnung                                                                  | Lage                                                                                        | Datierung | Beschreibung | ID |
| --------------------------------------- | ---------------------------------------------------------------------------- | ------------------------------------------------------------------------------------------- | --------- | ------------ | -- |
| Direkt Bild zu diesem Denkmal hochladen | Wohnhaus                                                                     | An der Linde 12 im ENS Historischer Ortskern Flur 1 / Flurstück(e) 551/173                  |           |              |    |
| Direkt Bild zu diesem Denkmal hochladen | Wohnhaus mit Torfahrt                                                        | An der Linde 18 im ENS Historischer Ortskern Flur 1 / Flurstück(e) 173/3                    |           |              |    |
| Direkt Bild zu diesem Denkmal hochladen | Wohnhaus                                                                     | An der Linde 2 im ENS Historischer Ortskern Flur 1 / Flurstück(e) 176/9, 176/10             |           |              |    |
| Direkt Bild zu diesem Denkmal hochladen | Wohnhaus                                                                     | An der Linde 28 im ENS Historischer Ortskern Flur 1 / Flurstück(e) 171/12                   |           |              |    |
| Direkt Bild zu diesem Denkmal hochladen | Wohnhaus                                                                     | An der Linde 42 im ENS Historischer Ortskern Flur 1 / Flurstück(e) 171/16                   |           |              |    |
| Direkt Bild zu diesem Denkmal hochladen | Wohnhaus                                                                     | An der Linde 8 im ENS Historischer Ortskern Flur 1 / Flurstück(e) 173/1                     |           |              |    |
| Direkt Bild zu diesem Denkmal hochladen | Mühlengehöft / Hatzky Mühle                                                  | An der Steinfurt 14 Flur 1 / Flurstück(e) 185/4, 185/6, 186/7, 676/187                      |           |              |    |
| Direkt Bild zu diesem Denkmal hochladen | Mühlengehöft                                                                 | An der Steinfurt 20 Flur 1 / Flurstück(e) 185/4                                             |           |              |    |
| Direkt Bild zu diesem Denkmal hochladen | Wohnhaus                                                                     | Hauptstraße 20 im ENS Historischer Ortskern Flur 1 / Flurstück(e) 568/176                   |           |              |    |
| Direkt Bild zu diesem Denkmal hochladen | Gehöft                                                                       | Hauptstraße 25 im ENS Historischer Ortskern Flur 1 / Flurstück(e) 158/6                     |           |              |    |
| weitere Bilder Fotos hochladen          | Kirche mit Ausstattung und Kirchhof / Kath. Filialkirche St. Simon und Judas | Hauptstraße 28 im ENS Historischer Ortskern Flur 1 / Flurstück(e) 516/162 (Karte)           |           |              |    |
| Direkt Bild zu diesem Denkmal hochladen | Wohnhaus                                                                     | Hauptstraße 29 im ENS Historischer Ortskern Flur 1 / Flurstück(e) 159/9, 159/10             |           |              |    |
| Direkt Bild zu diesem Denkmal hochladen | Rathaus                                                                      | Hauptstraße 30 im ENS Historischer Ortskern Flur 1 / Flurstück(e) 161/1                     |           |              |    |
| Direkt Bild zu diesem Denkmal hochladen | Gehöft                                                                       | Hauptstraße 45 im ENS Historischer Ortskern Flur 1 / Flurstück(e) 1141/159                  |           |              |    |
| Direkt Bild zu diesem Denkmal hochladen | Hofanlage                                                                    | Hauptstraße 47 im ENS Historischer Ortskern Flur 1 / Flurstück(e) 1142/159                  |           |              |    |
| Direkt Bild zu diesem Denkmal hochladen | Hofanlage                                                                    | Hauptstraße 49 im ENS Historischer Ortskern Flur 1 / Flurstück(e) 599/159                   |           |              |    |
| weitere Bilder Fotos hochladen          | Kreuzweg mit Kapelle                                                         | parallel zur Straße 'Neubleicherode' Flur 1 / Flurstück(e) 1188/53, 510/73, 1189/53 (Karte) |           |              |    |

### Wallrode
| Bild                           | Bezeichnung                                   | Lage                                                                             | Datierung | Beschreibung | ID |
| ------------------------------ | --------------------------------------------- | -------------------------------------------------------------------------------- | --------- | ------------ | -- |
| weitere Bilder Fotos hochladen | Kirche mit Ausstattung / Ev. Kirche St. Georg | Dorfstraße o. Nr. Flur 2 / Flurstück(e) 18/1, 18/2, 19, 20/1, 20/3, 20/4 (Karte) |           |              |    |

## Bodendenkmale

### Großbodungen
| Bild                                    | Bezeichnung | Lage                                        | Datierung | Beschreibung | ID |
| --------------------------------------- | ----------- | ------------------------------------------- | --------- | ------------ | -- |
| Direkt Bild zu diesem Denkmal hochladen | Steinkreuz  | Vor der Kirche. Flur 1 / Flurstück(e) 276/3 |           |              |    |

### Hauröden
| Bild                                    | Bezeichnung     | Lage | Datierung | Beschreibung | ID |
| --------------------------------------- | --------------- | --- | --------- | ------------ | -- |
| Direkt Bild zu diesem Denkmal hochladen | Landwehr, Knick | Ca. 100 m westl. von Hauröden, als Flurname. In der Fortsetzung nach Osten als Wall und Graben erhalten. Flur 1 / Flurstück(e) 701/89 |           |              |    |

### Neustadt
| Bild                                    | Bezeichnung     | Lage                                                                                      | Datierung | Beschreibung | ID |
| --------------------------------------- | --------------- | ----------------------------------------------------------------------------------------- | --------- | ------------ | -- |
| Direkt Bild zu diesem Denkmal hochladen | Dorfbefestigung | Im Wald bei Neubau der Fam. Blei. Flur 1 / Flurstück(e) 168/2; 608/156; 715/177; 1445/166 |           |              |    |

### Wallrode
| Bild                                    | Bezeichnung                                   | Lage                                                         | Datierung | Beschreibung | ID |
| --------------------------------------- | --------------------------------------------- | ------------------------------------------------------------ | --------- | ------------ | -- |
| Direkt Bild zu diesem Denkmal hochladen | Dorfbefestigung - Wall und vorgelegter Graben | Südwestlicher Ortsrand. Flur 2 / Flurstück(e) 29, 33/1, 69/1 |           |              |    |